# Egor Ligatchov
Yegor Kuzmitch Ligatchov, em russo: Его́р Кузьми́ч Лигачёв (Tomsk, 29 de novembro de 1920 – Moscou, 7 de maio de 2021) foi um político russo que serviu no alto-escalão do governo da União Soviética. Como segundo-secretário do Partido Comunista, Ligatchov tinha funções semelhantes às de um vice-presidente. Comandando a ala linha-dura do Soviete Supremo, Ligatchov foi aliado do presidente soviético Mikhail Gorbatchov contra o líder da oposição Boris Iéltsin, mas com a aproximação de Gorbatchov ao seu adversário, passou a fazer frente ao então presidente. Foi um dos principais opositores da perestroika.
Entre 1999 e 2003, Ligatchov foi senador da Duma.
| “ | As propriedades públicas unem, mas as propriedades privadas separam os interesses das pessoas e sem dúvida causam a estratificação social. Por que razão a perestroika foi criada? Para que usasse o potencial do socialismo em sua capacidade máxima. Portanto, a venda de empresas às mãos de proprietários privados realmente promove a realização das possibilidades inerentes do sistema socialista? Não, não promove... Ultimamente, as pessoas vêm dizendo que a perestroika vai desenvolver, com o partido ou sem. Eu penso de outra forma. Com o partido, e somente com sua vanguarda, poderemos nos mover em direção da renovação socialista. Sem o partido dos comunistas, a perestroika é uma causa perdida... | ” |

Trecho de pronunciamento no Congresso do Partido Comunista da União Soviética em Julho de 1990. 

## Morte
Ligatchov morreu em 7 de maio de 2021 em Moscou.